# Rio Bârsa Tămașului
O Rio Bârsa Tămaşului é um rio da Romênia afluente do Bârsa, localizado no distrito de Braşov.